# Glacis United FC
Glacis United FC is een Gibraltarese voetbalclub. De club werd in 1965 opgericht en werd in 2000 voor de zeventiende keer landskampioen. Net als elke club op het schiereiland speelt ook Glacis United in het Victoria Stadium. 

## Erelijst
- Landskampioen (17x)

1966, 1967, 1968, 1969, 1970, 1971, 1972, 1973, 1974, 1976, 1981, 1982, 1983, 1985, 1989, 1997, 2000
- Beker van Gibraltar (4x)

1975, 1981, 1982, 1996

## Bekende (oud-)spelers
- Djumaney Burnet
- André Krul